# الإيقاعات الشعبية بتوات
تزخر الأقاليم التواتية بعديد الإيقاعات الشعبية، منها ما هو عام بين مجموع الأقاليم كإيقاع البارودوالعبيد وغير ذلك.ومنها ما هو خاص بكل إقليم كما هو الشأن مع أهليل الخاص بإقليم قورارة، أو إيشو الخاص بإقليم توات الوسطى وغير ذلك. ومن أهم هذه الأنواع الإيقاعية في الإقليم نذكر تمثيلا:

## إيقاع أهليل
يكون حصرا باللهجة الزناتية، وهو من التهليل على الأرجح لأن معظم قصائده في التهليل والحمد والصلاة على الرسول الكريم.تشتهر به قصور الولاية شمالا مثل تيميمون وأوقروت وشروين وتنركوك. وقد صنف أخيرا كتراث عالمي لامادي من قبل المنظمات المختصة. يؤدى هذا الإيقاع في شكل حلقة دائرية يصطف فيها الرجال وقوفا، ويتوسط الحلقة مقدم الفرقة.ويعتمد في إيقاعه على أصوات رجال الفرقة وتصفيقهم لا غير، وقد يضاف إليهما صوت الناي.

## إيقاع إيشو
هو نوع من الرقص تشتهر به خصوصا قريتا أولاد الحاج وزاقلو بتوات الوسطى.ويقوم أساسا على ملاعبة شخص معين، من قبيلة محددة من قصر أولا الحاج بعد ارتدائه لعباءة من ألياف النخيل «فدام» القابلة للاشتعال. ثم يرقص وسط جمع من الحضور على أنغام قصائد محددة.ويحيط بشخص «إيشو» شخصيات مساعدة أثناء الرقص وهذا لصرف الصبية والفضوليين عنه، وكذا لحمايته وحفظه من كل سوء.
».

## إيقاع البارود
هي رقصة فلكلورية تؤدى في إطار جماعي منظم، وتستخدم فيها البنادق المعروف محليا ب:(المكحلة)، وتتردد فيها أبيات شعرية مدحية أوحكمية في الغالب لتنتهي بإطلاق البارود جماعيا في شكل صوت واحد ومدوي وهو معيار الفشل والنجاح غالبا عند أعضاء الفرقة وكذا جمع الحاضرين.
ويرى البعض (1) في هذه اللعبة تحضير جسماني وفكري لأجل المقاومة والدفاع في أوقات الحروب. ولقد اختلف في أصل ومصدر قدومها إلى الإقليم، حيث يرى البعض أن اللعبة إفريقية في شكلها ومضمونها، بينما يرى البعض الآخر أن موطن اللعبة الأولي هو شبه الجزيرة العربية، وأنها قدمت الإقليم مع الفاتحين العرب الأوائل.
تحضر مواد اللعبة من بارود وبنادق وغيرها محليا في الغالب حيث تصنع مادة البارود من عملية حرق نبات الكرنكا وهي شجرة لها أغصان وفروع وتنتهي بكرات خضراء تعطي عند قطفها مادة بيضاء تشبه الحليب تماما وهي مادة سامة وخطيرة على الإنسان وبخاصة الأعين.وبعد الحرق يخلط رماد النبتة بملح البارود والكبريت ويضاف إلى كل هذا ما يعرف عندهم بالكابسولة التي توضع تحت الزناد ليكون التفجير مدويا.وهذه المواد تجارية تدخل الإقليم في تجارة المقايضة الموسمية.
تؤدى رقصة البارود من قبل مجموعة من الأشخاص في الغالب هي مجموعة القصر التي تزيد وتنقص بحسب تعداد سكان القصر، ويكون الرقص في شكل دوراني حلقي.ويتوسط الحلقة مجموع العازفين على الطبول والمزامير تبدأ رقصة البارود في العادة بترديد بيت الحلقة المعروف بالصيغة لمرات عديدة ودون إيقاع، وبعد حفظه من قبل كافة أعضاء الحلقة يشرع في ضرب كافة أنواع الطبول الممزوج بنغم الزمار ليعطي إيقاعا نغميا يتماشى وحركة الأعضاء داخل الفرقة.وبعد مدة من هذا الإيقاع ينتقل الأعضاء بإشارة من قائد الفرقة إلى إيقاع أخف من سابقه وهو الذي ينتهي بالإطلاق الجماعي والموحد للبارود وبإشارة من قائد الفرقة الذي يتوسط المجموعة.
ة.

## بعض صيغ البارود

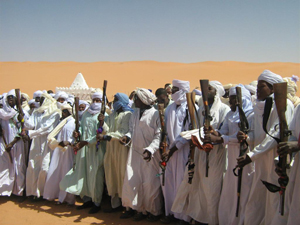
فرقة البارود

وهي عبارة عن أبيات شعرية في مختلف الأغراض يؤلفها أشخاص خاصين لأدائها جماعيا في رقصة البارود التي تؤديها فرق البارود في كل قصر ومن أشهر هذه الأبيات:
صلـو عليه بصلاة البصيري والبغدادي
...
و بكـا الحلابـي فـي مدحـو محـمـد
بيه الرسـول سيدنا محمد أمـة سعدهـا
....
مول الشفاعة الكبـرى في القيامة رجيتهـا
سمعو واش داروا لاحـو السلى عليـه ورجموه
...
حتى سال دمو كاهن سحار راهـم تهمـوه
تسعة في تسعة والأربعا نبـدى هول الهادي
...
عام اثنين وتسعيـن تسعمية والـف ميـلادي
زاد الرسول في نهار اثنين وعشرة فـي الربيع
...
ضوات الأرض والسمـا والدنيا بنـور الشفيـع
صلو على لي مايكتب شـي ولا يـقرى
...
اعطـاه مـول القدرة شفاعـة الكبــرى
من تيوريرن جيـت نـزور في الزاوية
...
بنـور الــرسول يامـس ليلـة ضاويـة
ختمة الزهو بالصلاة الرسول الهادي مبرور
...
في ساعـة الهناء تبقاو على خير يا ذا الجمهور
كأس العالم راهو بادي والجمعـة لاتفوتنـي
...
تبقـاو على خير ياحبابي وبلادي ناداتنـي
طلبو ربي يجيب رحمة لماتو سيـدنا شفيـع
...
المال والباصـبور والقـدرة تـدي جميـع
بسم الله القمـرة والشمس صبحت ترقـص
...
وخلـقو عظيم مـولا القدرة وعليه يعـس
جين مسلمين نحضرو لسبوع الرسول الهادي
...
ويا رجـالها ومـولاي عـلي والرقـادي
صباح الله والنبي والشرفة والعاشقين جـاو
...
يحضرو لسبوع الهادي محمد فرحو زهـاو
في عام الفيل زاد رسول الله ضـواة الظلام
...
وجاب الخــير والـبركة والعزة للاسـلام
مولـــود كان عظيم وبانت فيـه الآية
...
خمدة نار المجوس والنـور ضوا ضوايـة
معجزاتو في الكون ماليها شي نهـايـة
...
سـرى بيـن الحرمين وعطاه الله عنايـة
مولاي علي الشـريف من بعيد ندهتـو
...
ومـن جــا إلى الزواية معلوم يغـيتـو
صباح الخير يا الشرفة والفرحـة في بيتكـم
...
اليوم سـبوعو الهادي يا سعدي بيه جدكم
يا حاجين بيــت الله يا زايريـن عرفة
...
ما شتو رسول الله واصحابـو أهـل الوفـا
الحج فيه ما تشتهي الانفس يا الحضـار
...
مكة مكــرمة والمدينة ليك يا المختـار
أربعة وزيد خمسة ثلاثة في حسابـو ابريـل
...
ابن مشــيش سيدي محمد يا مفتاح الخير
في ثلاثة وتسعين بد الزهو في هذه الساحة
...
هذه طريق السعـادة والخيـر والفـلاحـة
من جا إلى بلادي يزهى ويـزور مرحبا به
...
الماشي على رجليه والراكب والسـايق به
بين الصفا والمروي يا حجاج هـرولـو
...
ومقام السول فيه الزوار وعليــه عولـو
يا واقــفين في عرفة يا سالكين جـدة
...
شري الفوط والمضمة الحرام بـاش يبـدا
السوق راه بادي والسلعة فيه بغات الدينـار
...
الكتان والنعايل صــباط جديد بلا مسمـار
جينا إلى هنا نشوفو البريفي والميـر الجديد
...
ويا اللـه عيــنوا من اظوى إلى مكـيد
صباح الخير يا الرئيس حنا جينـا نقابلـوك
...
بو تفليقة بغاه قلبي ورجال توات ضـايفوك
هذا الصحـرا الله يزيــد من خيرهـا
...
القمـح الصافي وطـمـاطم وحـرورهـا
هو الرئيس الأول الشعب دار فيه الثقـة
...
هـو اللي عيه نفوطي عبد العزيز بو تفليقة
بكـات عــيني ودمــوعي نهــزو
...
واللـي بغـيتـو وقـت الفـرقة نعــزو
أخويا شـوف الحبيب اللي نبغيه ويبغيني
...
نديـر المازدا ونبقـى نمشي ليه ويجـيني
ويضاف إلى كل هذه الأبيات التي تشكل ما يعرف في لهجة توات ب«صيغة البارود» هناك الألاف من أنصاف الأبيات والتي تشكل في لعبة البارود ما يعرف محليا ب«الحماية» لأن الإيقاع معها يزداد خفة وتسخينا في الأداء الفردي والجماعي في اللعبة.ومن هذه «الحمايات» المتداولة في هذه اللهجة نذكر:
- إلى جا خويا نسلم عليه.
- السلام عليكم.
- الهوى يبغي البسالة.
- يا البسملة حفظيني.
- هذا هو ملح الكلام.
- صلوا عليه زين السمية.

## إيقاع برزانة
وهو إيقاع شبيه إلى أبعد حد بإيقاع صارة في شكله وأدائه غير أنه يبدأ في حلقة دائرية..وبإيقاع بطيء ثم يتسارع مع الوقت من مقاطعه النغمية.
الله الله يارسول *** النبي محمد أيا شفيع

## إيقاع التويزة

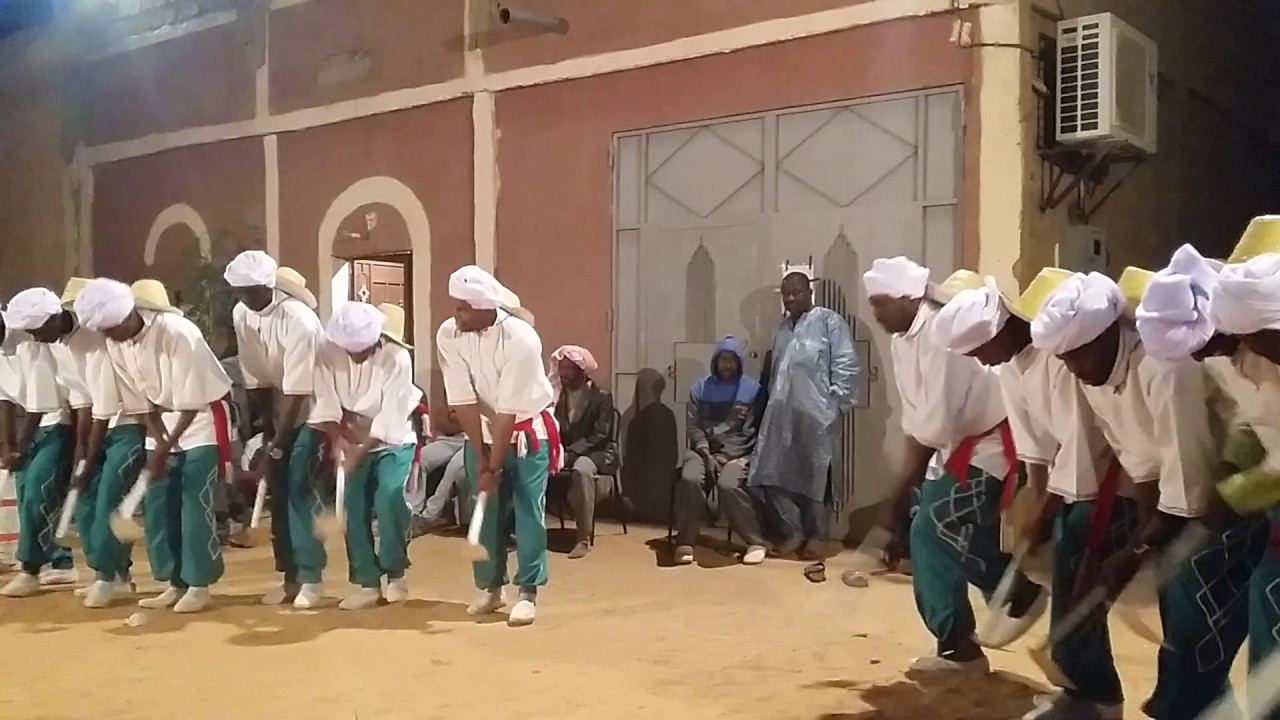
رقصة التيزة بتوات

التويزة: تعني التضامن وأصل الإيقاع مبني على فكرة العمل الجماعية المقرونة بأداء هذا الإيقاع.والهدف من هذا الإيقاع هو تنشيط العمال وتحفيزهم نحو العمل أكثر.
يبنى إيقاع التويزة أساسا على أصوات الطبل الممزوج ببعض الأداءات الجماعية لبعض المقاطع الغنائية الخاصة.حيث يكون أصحاب الطبل وجها لوجه أمام مجمع المال وقد يكونون خلفهم أو بجوارهم.كما يشترك العمال أيضا في أداءات هذا الإيقاع بداية ونهاية. أما عن أوقات هذا الإيقاع فإنه يؤدى في كل مناسبات التعاون الجماعية من إصلاح للفقاقير، مواسم الحصاد والدرس، مناسبات نزع الرمال وفك العزلة وغيرها.

## إيقاع الحضرة أو الفقرة
الحضرة بفتح الحاء وتسكين الضاد مصطلح صوفي خالص أخذ تسميته من دخول هؤلاء الأتباع والمريدين في أدائهم لبعض مدائح الذكر والتوسل والدعاء في العالم الخاص عالم الحضرة الإلاهية. يتم الأداء في هذا الإيقاع جماعيا أيضا وبوقوف المجموعة في صفين متقابلين وجها لوجه وفي وسطهما تتقدم رؤوس الفرقة وروادها أماما وخلفا وهي تردد المدائح على أن يردد من ورائهم كافة أعضاء الفرقة رأس المديح وأبياته المحورية.كما أن الأداء يبدأ ثقيلا أولا ثم سرعان ما يتحول بتغير نمط الإيقاع إلى إيقاع خفيف ينسجم معه كافة الأعضاء إلى درجة الذوبان فيه والتي تنتهي بحالة الجذب أحيانا. وتعتبر الطريقة الطيبية الصوفية الأكثر ممارسة وأداء لإيقاع الحضرة بالإقليم التواتي، ذلك أنها الطريقة الأهم والأوسع بأرض توات انتماء وحضورا ونشاطا، ولعل أهم ميزة طبعت هذه الطريقة منذ دخولها أرض توات وحتى يومنا هذا هو امتداد خارطتها الجغرافية المتوزعة بين قصور إقليم قورارة شمالا ومرورا بأرض توات الوسطى وصولا إلى أرض تدكلت جنوبا.
ويذكر الرواة وأتباع هذه الطريقة بالمنطقة أن لدخول هذه الطريقة إلى أرض توات قصة مشهورة ومتداولة ملخصها أن الشيخ مولاي الطيب الوزاني طلب من خادم دار الضمان المسمى الحاج مسعود الذهاب إلى قصر بني يسلم ضواحي شروين ولاية أدرار والسكن فيه رعاية للقوافل من قطاع الطرق لأن القصر المذكور كان يتوسط طريق القوافل بين توات والمغرب آنذاك وقبل مجيء الشيخ مولاي الطيب كانت الفقرات تخرج من قصور الإقليم وتلتقي في هذا القصر ومن هناك ينطلق المقاديم وحدهم في رحلتهم السنوية إلى منبع العائلة الوزانية بأرض المغرب الأقصى.وبعد قدوم الشيخ مولاي الطيب بنفسه إلى الإقليم التف حوله الناس تبجيلا واحتفاء خصوصا أبناء عمومته من الوزانين وأخذوا عنه الأوراد والأذكار. وهكذا شيئا فشيئا ازدادت الطريقة انتشار وتوسعا ومعها كثرت أهم مظاهر الاحتفاء بها عند جميع أبناء العائلة أولا ثم جمع المريدين والمحبين لهذه الطريقة.ومعها امتد توسع العائلة الطيبية اليوم في الإقليم ليشمل مناطق وألقاب مختلفة منها:
- لقب التهامي: في قصر الشارف بأوقروت حيث عائلة سي محمد بن مولاي التهامي وأخيه مولاي ادريس. ثم فرع منهم في قصر الساهلة بلدية المطارفة حيث عائلة سي مولاي التهامي.
- لقب وزاني: في قصر زاوية سيدي عبد القادر حيث عائلة سي محمد بن مولاي التهامي وأبناء مولاي العربي. ثم فرع منهم في قصر تيطاف حيث عائلة مولاي التهامي صاحب الروضة والزيارة السنوية المشهور
- لقب الشريف: في قصر لحمر حيث عائلة مولاي الحسان وأبنائه (صاحب الزيارة السنوية المشهورة). ثم فرع منهم في قصر زاجلو حيث عائلة مولاي الطيب بن مولاي التهامي. ثم فرع منهم في قصر تدماين حيث أبناء مولاي عبد الله الشريف وأبناء أخيه.

ومن جملة مآثر هذه الطريقة بالإقليم التواتي أيضا والتي لا تزال إلى اليوم تحافظ على كثير من خصوصياتها فرق الذكر والمديح المنتشرة في كثير من القصور والمعروفة محليا ب (الفقرة) أو (الحضرة)، والتي تسعى في أهم أهدافها إلى توسيع الطريقة والتعريف بها والمحافظة على آثارها ومعالمها. ومن أشهر فرق الحضرة، أو فرق الفقرة التابعة لهذه الطريقة نذكر: فقرة تمنطيط، فقرة تطاف، فقرة زاوية بلال، فقرة تيلولين، فقرة زاوية كنتة، فقرة سيدي يوسف، فقرة بني مهلال، فقرة شروين، فقرة أوقروت، فقرة ماسين. ولكل واحدة من هذه الفرق (الفقرات) مقدم يتولى رعاية شؤونها وتنظيم أمور رحلاتها، بالإضافة إلى إشرافه الشخصي على تسليم أوراد الطريقة للمنتسبين الجدد. ولا يكون المقدم عادة من أبناء العائلة الوزانية الطيبية بل يكون من المحبين وخدام هذه الطريقة المجدين، غير أن العائلة الطيبية هي التي تشرف على اختياره وتنصيبه رسميا في حفل عام يحضره جميع أتباع الطريقة في القصر وكذلك جمع المحبين. ومن هذه العائلة أيضا يكون المشرف العام للطريقة وهو الذي يتولى مسؤولية الإشراف العام والمباشر على الطريقة بكل ربوع الإقليم وتعود إليه جميع الفرق في مناسباتها وأنشطتها، ويتولى الآن هذه المهمة بالإقليم التواتي الشيخ مولاي عبد الله الشريف بن مولاي الحسان الوزاني الأصل الساكن بقصر تدماين بلدية أنزقمير دائرة زاوية كنتة جنوب الولاية أدرار بنحو 90 كلم.
وإذا رجعنا إلى إيقاع الفقرة كواحد من أهم وأبرز معالم ومآثر الطريق الطيبية بالإقليم التواتي، واخترنا فقرة قصر تطاف أحد أشهر هذه الفرق في تأسيسها وتنصيب مقاديمها كنموذج لبقية فقرات الإقليم، وجدنا أن هذه الفقرة تمثيلا تعود في تأسيسها إلى سنة 1940 بقصر تطاف كما تعود في أمر مقاديمها إلى عائلة بايوسف وأول مقدم لها من هذه العائلة هو الشيخ الصديق بن محمد بايوسف، ولما توفي خلفه الشيخ عبد الحي بايوسف، وبعده جاء الشيخ محمد بن التهامي بايوسف، وبعدها جاء محمد بن عبد الرحمان بايوسف، إلى أن وصلت إلى المقدم الحالي الشيخ بوجمعة بن عبد الرحمان بايوسف.
وتتشكل هذه الفقرة حاليا بالإضافة إلى أبناء العائلة الوزانية من مجموعة من المنتسبين لهذه الطريقة داخل القصر يتقدمهم مقدم الطريقة والمداح، وتقوم بأربع خرجات أو مناسبات عامة سنويا تطوف بها بعض أرجاء الإقليم التواتي شمالا وجنوبا أحياءا للمناسبات الدينية وتجديدا لنشاط الطريقة بالإقليم وهذه الخرجات أو المناسبات هي على الترتيب السنوي الآتي:
- فقرة الربيع: تكون مع مطلع فصل الربيع إذ وبعد فصل الشتاء العامر بالذكر والتهليل في المساجد تقوم الفرقة يوم طلوع شمس فصل الربيع بحفل ختامي لنشاطها الشتوي يستدعى له كل سكان تطاف وتقام فيه أنشطة الذكر والتوسل المعتادة ليكون الختام بأكل جماعي وفاتحة ختامية
- فقرة زيارة مولاي سيدي محمد بن مولاي التهامي الوزاني بقصر زاوية سيدي عبد القادر: وفيها تخرج الفقرة من تطاف لتقطع مسافة ثلاثين كلم تقريبا شمالا ولتحط بهذا القصر وتقيم احتفالا بهيجا ذكرا ودعاء وتوسلا إحياء لزيارة أحد أفراد العائلة الوزانية. وتقام هذه الزيارة عادة في الثالث عشر من شهر مايو الفلاحي.
- فقرة زيارة مولاي سيدي محمد بن مولاي عبد الكريم الوزاني وتكون في 24مارس الفلاحي.وفيها تقيم الفقرة احتفالا بهيجا أيضا إحياء لزيارة أحد أفراد العائلة الوزانية.
- الفقرة الرابعة والأخيرة وهي الفقرة المشهورة والتي تقوم فيها الفرقة بزيارة عدد من قصور الإقليم الجنوبية ذهابا وإيابا، وتكون انطلاقتها من قصر تطاف يوم 17ربيع الثاني وتحط الرحال أولا في زاوية سيدي علي بن حنيني بقصر زاجلو، ومنه تنتقل إلى قصر بوانجي في اليوم 18 ثم زاوية بلال ليلا حيث تكون الاحتفالية الكبرى للفرقة والتي يفد إليها عدد كبير من محبي الطريقة ومنتسبيها وكذا جمع غفير من سكان الإقليم.وفي صبيحة يوم 19 تتجه الفرقة إلى قصر تيلولين.وفي رحلة العودة تحاول الفرقة زيارة قصور أخرى في طريقها بدءا بقصر أنزقمير ثم زاوية الشيخ الإمام محمد بن عبد الكريم المغيلي، ثم الزاوية الكنتية ثم قصر أدرور أخيرا ليكون الوصول إلى قصر تطاف محل الانطلاقة يوم 21من نفس الشهر حيث يكون استقبال الفقرة في جو بهيج يحضره العام والخاص. وفي كل قصر من القصور المذكورة تقوم الفقرة بأنشطتها المعتادة ذكرا ومدحا وتوسلا، ويستقبلها السكان في القصر المعني استقبالا حار تتبادل فيه الفقرة مع الأهالي عبارات الشكر والتقدير شعرا من خلال صفوف متوازية ثم يكون الختام بالسلام والعناق.

وتقوم الفقرة بأدائها في الذكر والمدح والتوسل عادة وقوفا في شكل صفين متقابلين يتوسطهم المقدم والمداح وحاملي الدف والمعروف محليا (الطارة) حيث يقوم رئيس الفرقة بالذكر الفردي بينما يكتفي بقية الأعضاء بالترديد. مع ملاحظة أن جميع هذه القصائد التوسلية أو المدحية التي توظفها الفرقة تقريبا هي لشعراء من المنطقة من أمثال الشاعر سيدي محمد بن المبروك البداوي الجعفري المتوفى سنة (1196هـ) وابنته نانة عيشة (ق13هـ) والشيخ سيدي عبد العزيز المهداوي والشيخ بوعزة بتطاف
ومن أهم وأشهر قصائد الحضرة في توات عامة نذكر تمثيلا لاحصرا:
1. قصائد الشاعر الشيخ سيدي محمد الإداوعلي.
2. قصائد الشاعر الشيخ سيدي محمد بن المبروك البدواوي.
3. قصائد الشاعرة نانة عيشة بنت سيدي محمد بن المبروك.
4. قصائد الشاعر الشيخ سيدي البكري بن عبد الرحمان.
5. قصائد الشاعر الشيخ سيدي عبد العزيز المهداوي.
6. قصائد أخرى مختلفة لشعراء من الإقليم ومن خارجه.

## إيقاع الركبية
وسمي بذلك لأن الإيقاع في أصله كان يؤدى قعودا على الركب. والإيقاع يؤدى في شكل صفين متقابلين بحيث يتقاطع كل فرد من الصف الأول مع نظيره من الصف الثاني، بينما يكون يكون مقدم المقاطع في وسط الصفين لتغيير الإيقاع والكلمات.
من أهم وصلات إيقاع الركبية قولهم:
الركبية مشاة بي *** ربي يهديها علي
اليونيسكو ضمن التراث العالمي.

## إيقاع الطبل
الطبل بفتح الطاء وتسكين الباء هو آلة موسيقية قديمة ومعروفة، وقد أخذ هذا الإيقاع تسميته «الطبل» بالنظر إلى عملية بناء الإيقاع في أساسيلته على هذه الآلة دون سواها تقريبا من الآلات الموسيقية. وقد تضاف لها آلة المزمار أحيانا.
يؤدى الأفراد إيقاع الطبل في شكل صفوف متلاصقة ومتوازية، ويبنى أساسا على ترديد أبيات قصائد غزلية أو وصفية في الغالب بحيث يكون الأداء فرديا أولا ثم جماعيا ثانيا وهكذا حتى نهاية القصيدة حيث تسبدل القصيدة بمقطوعة خفيفة ومعها يتغير الإيقاع كليا من إيقاع ثقيل إلى إيقاع خفيف جدا يتقاطع فيه التصفيق والآداء جنبا إلى جنب.
ارتبطت تسمية هذا الإيقاع عند سكان الإقليم بالشاعر الفحل سيدي الشلالي وذلك لكثرة قصائده المتداولة في هذا الإيقاع، كما أن لسكان تدكلت وتحديدا جهة عين بلبال بأولف إيقاع مميز في هذا النوع يعرف بإيقاع البلبالي

## إيقاع عاشور
هو إيقاع نسوي عادي يحمل تسميته من مناسبة أدائه (عاشور) وهو الأيام العشرة الأولى من شهر محرم  لكنه خاص بالنساء.
إيقاع صارة: يعتمد هذا الإيقاع في أدائه أساسا على الرقص الثنائي بين فردين دلخل حلقة جماعية، ويبنى الإيقاع فيه على تقاطع أصوات المغنين مع أصوات العصي المضروبة مع بعضها البعض. حيث يقوم كل فرد بضرب عصاة الفرد الذي أمامه في المرة الأولى، ثم الفرد الذي خلفه في المرة الموالية.

## إيقاع العبيد
وقد أخذ هذا النوع من الإيقاعات تسميته من صوت آلته الموسيقية المستعملة.كما يطلق على هذا النوع أيضا تسمية «العبيد» نسبة إلى طائفة العبيد التي كانت تؤديه.
و«العبيد» أو «قرقابو» تحمل في شكلها النغمي والأدائي طابعا إفريقيا  وقد قيل إنه دخل الإقليم مع القادمين الأوائل من إفريقيا. يبنى الإيقاع في أدائه تحديدا على ترديد مقطوعات شعرية نغمية خفيفة تتقاطع مع قرقبة أدوات استعماله الحديدية.والإيقاع يسمى عند سكان تدكلت (دراني). 2008 المهرجان الأول بتيميمون <ref>
1. ↑  "فهرس مكتبات جامعة الملك سعود كتاب صورة الأرض". مؤرشف من الأصل في 2012-07-12. اطلع عليه بتاريخ 2012-07-12.
2. ↑  مديرية السياحة لولاية أدرار تاريخ ولاية أدرار نسخة محفوظة 03 يناير 2012 على موقع واي باك مشين.
3. ↑  Adéquations أول نشر للائحة (التراث الثقافي غير المادي للبشرية) نسخة محفوظة 06 مارس 2016 على موقع واي باك مشين.
4. ↑  جزايرس : أهليل غرارة الجزائرية في كتاب عن التراث الثقافي غير المادي للبشرية نسخة محفوظة 16 ديسمبر 2019 على موقع واي باك مشين.

## مواضيع متعلقة
- قائمة التراث الثقافي اللامادي في الجزائر